# Munții Pontici
Munții Pontici sau Alpii Pontici (în limba turcă: Kuzey Anadolu Dağları, înseamnând Munții Anatoliei de Nord) reprezintă un lanț muntos situat în nordul Anatoliei, Turcia. De asemenea, sunt cunoscuți ca Munții Parhar în limbile locale turcă și greacă pontică. Termenul Parhar provine dintr-un cuvânt hitit care înseamnă „înălțime” sau „culme”. În greaca veche, munții au fost numiți Paryadres sau Munții Parihedri.

## Geografie

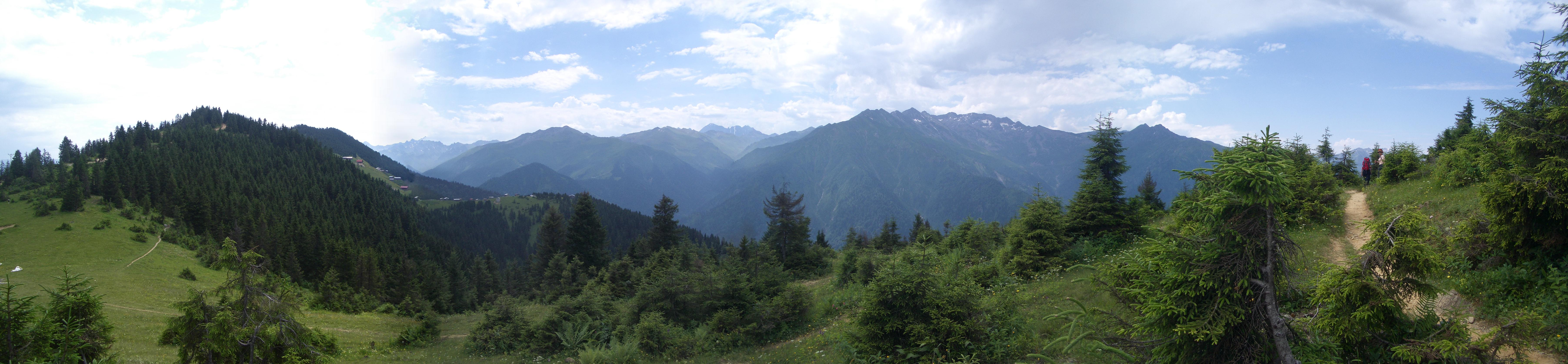
Vedere panoramică a Munților Pontici în 2007

Lanțul muntos se desfășoară aproximativ pe direcția est-vest, în apropierea coastei de sud a Mării Negre, paralel cu acesta. Se extinde spre nord-est în Georgia, iar spre vest către Marea Marmara, cu pintenul de nord-vest format din Munții Küre (și extensia lor vestică, Munții Akçakoca) și Munții Bolu, care urmează coasta. Cel mai înalt vârf este Kaçkar Dağı, care se ridică la 3937 m. Faliile din nordul și nord-estul Anatoliei, situate est-vest, se desfășoară pe toată lungimea lanțului muntos. 

## Ecologie
Munții sunt în general acoperiți de păduri dense, predominant de conifere. Pădurea de conifere și foioase din nordul Anatoliei este o ecoregiune care acoperă cea mai mare parte a zonei, în timp ce pădurile mixte din Caucaz se extind pe extremitatea estică a lanțului muntos, cunoscut sub numele de Munții Kaçkar. Regiunea adăpostește animale sălbatice specifice eurasiei, precum uliul păsărar, acvila de munte, acvila de câmp, acvila-țipătoare mică și fluturașul de stâncă. Zona îngustă de coastă dintre munți și Marea Neagră, cunoscută sub numele de Pontus, găzduiește pădurile de foioase Euxine-Colchic, care includ unele dintre puținele păduri tropicale temperate din lume. Podișul Anatoliei, care se află la sudul lanțului muntos, are un climat considerabil mai uscat și mai continental decât coasta umedă și blândă.